# آیک جونز
آیک جونز (انگلیسی: Ike Jones؛ ‏ ۲۳ دسامبر ۱۹۲۹ – ۵ اکتبر ۲۰۱۴) تهیه‌کننده فیلم و بازیگر اهل ایالات متحده آمریکا بود. وی بین سال‌های ۱۹۵۲ تا ۱۹۸۱ میلادی فعالیت می‌کرد و نخستین آمریکایی سیاه‌پوست بود که به عنوان تهیه‌کننده در یک فیلم سینمایی بزرگ فعالیت کرد.
از فیلم‌های او می‌توان به جنگل پنهان تارزان اشاره نمود.